# Sebastião Seabra
Sebastião Rodrigues Seabra (Araraquara, 12 de maio de 1958), mais conhecido como Sebastião Seabra, é um quadrinista brasileiro. Entre 1974 e 1978, publicou no jornal Notícias Populares as tiras Capitão Caatinga (em coautoria com Franco de Rosa) e Chucrutz, além de uma página de romance em quadrinhos. Em 1979, trabalhou na revista Zorro, da EBAL. Nos anos seguintes, passou a criar quadrinhos eróticos para a editora Grafipar e Maciota (onde produziu a revista Close, inspirada na modelo transexual Roberta Close), nesses trabalhos, adotou o pseudônimo de Sebastião Zéfiro, que era uma uma homenagem a Carlos Zéfiro e ao mesmo tempo, um recurso para não prejudicar seu trabalho como ilustrador de livros didáticos e infantis. No final da década de 1980, ao lado foi agenciado pela empresa belga Commu International, produzindo quadrinhos eróticos para os mercados franco-belga e holandês. Em 1990 criou o super-herói Vingador Mascarado. Em 1997, Seabra ganhou o Prêmio Angelo Agostini de "melhor desenhista". Em 2003, seus quadrinhos eróticos foram compilados no álbum Na trilha do prazer, da editora Opera Graphica. Ainda na década de 2000, foi um dos artista responsáveis pelas quadrinizações na série Literatura Brasileira em Quadrinhos da Editora Escala.
Além de ilustrar, atua como professor de desenho em Araraquara e pela internet, publica manuais publicados de forma independente e pelas editoras Escala e Minuano. Em 2009, ganhou o Prêmio Angelo Agostini na categoria "Mestre do quadrinho nacional".